# Tyske Fædrelandsparti
Det Tyske Fædrelandsparti (tysk: Deutsche Vaterlandspartei) var i en kort periode i slutningen af 1. Verdenskrig  et  højreekstremistisk parti i det tyske Rige. Det spillede en afgørende rolle i skabelsen af Dolkestødslegenden og bagvaskelsen af visse politikere som "November-Kriminelle".
Med støtte fra det Altyske Forbund blev partiet grundlagt i september 1917 og repræsenterede konservative, nationalistiske, antisemitiske og nationalromantiske (völkische) politiske kredse, som var forenede i deres modstand mod den fredsresolution, som blev vedtaget af den tyske rigsdag i juli 1917. Partiets ledere var Wolfgang Kapp (mest kendt for Kappkuppet) og admiral Alfred von Tirpitz (marineminister og leder af partiet efter krigen). Walter Nicolai, chef for den militære efterretningstjeneste, var også en af støtterne.  Aviskongen baron Alfred Hugenberg var også et fremtrædende medlem. Partiets politiske indflydelse var på sit højeste i sommeren 1918, hvor det havde omkring 1.250.000 medlemmer. Dets vigtigste kilde til finansiering var hærledelsen under Paul von Hindenburg.
Partiet blev officielt opløst ved novemberrevolutionen den 10. december 1918. De fleste af dens medlemmer tilsluttede sig senere det Tysknationale Folkeparti (DNVP), det store højreorienterede parti under Weimarrepublikken.
Et medlem, Anton Drexler, dannede et lignende parti, det tyske arbejderparti, som senere blev til det nationalsocialistiske tyske arbejderparti (NSDAP), der kom til magten i 1933 under Adolf Hitler.